# Cañete de las Torres
Cañete de las Torres er en by og kommune i det sydlige Spanien i provinsen Córdoba. Den har et indbyggertal på 2.806 (2024) indbyggere.